# Gears of War: Judgment
Gears of War Judgment är ett tredjepersonsskjutspel till Xbox 360, utvecklat av People Can Fly och Epic Games och gavs ut av Microsoft den 22 mars 2013.

## Handling
Spelet utspelar sig 15 år före original-trilogin och tar steget tillbaka till det första spelet från 2006. Det handlar om den tidpunkt då seriens antagonist Locust, en blodtörstig fienderas, precis startat sin enorma slakt av mänskligheten. Återkommer gör karaktärer som Damon Baird och Augustus Cole.

## Röstskådespelare
- Fred Tatasciore - Damon Baird
- Lester Speight	- Augustus "The Cole Train" Cole
- Ali Hillis	- Sofia Hendrick
- Chris Cox - Garron Paduk
- Bruce Thomas - Colonel Ezra P. Loomis
- Michael Gough - Clayton Carmine
- John DiMaggio - Marcus Fenix
- Carolyn Seymour - Queen Myrrah
- Laura Bailey - Alex Brand
- Robin Atkin Downes - Jack / Crazy Radio Announcer / House
- Brian Kimmet - Onyx Soldier / Airport Gear
- Courtenay Taylor - Female Onyx Guard
- Sam Riegel - Aftermath Survivor / Survivor Three / Lab Polanski
- Kirk Thornton - COG News Reporter / COG Reporter / Survivor Six
- Travis Willingham - COG Sergeant / Onyx Officer
- Brian Bloom - Onyx Officer
- Matthew Mercer - Pilot / Onyx Soldier / PA Officer